# Phragmipedium lindleyanum
Phragmipedium lindleyanum là một loài lan phân bố từ miền bắc Nam Mỹ đến Brasil (Pernambuco).

## Hình ảnh

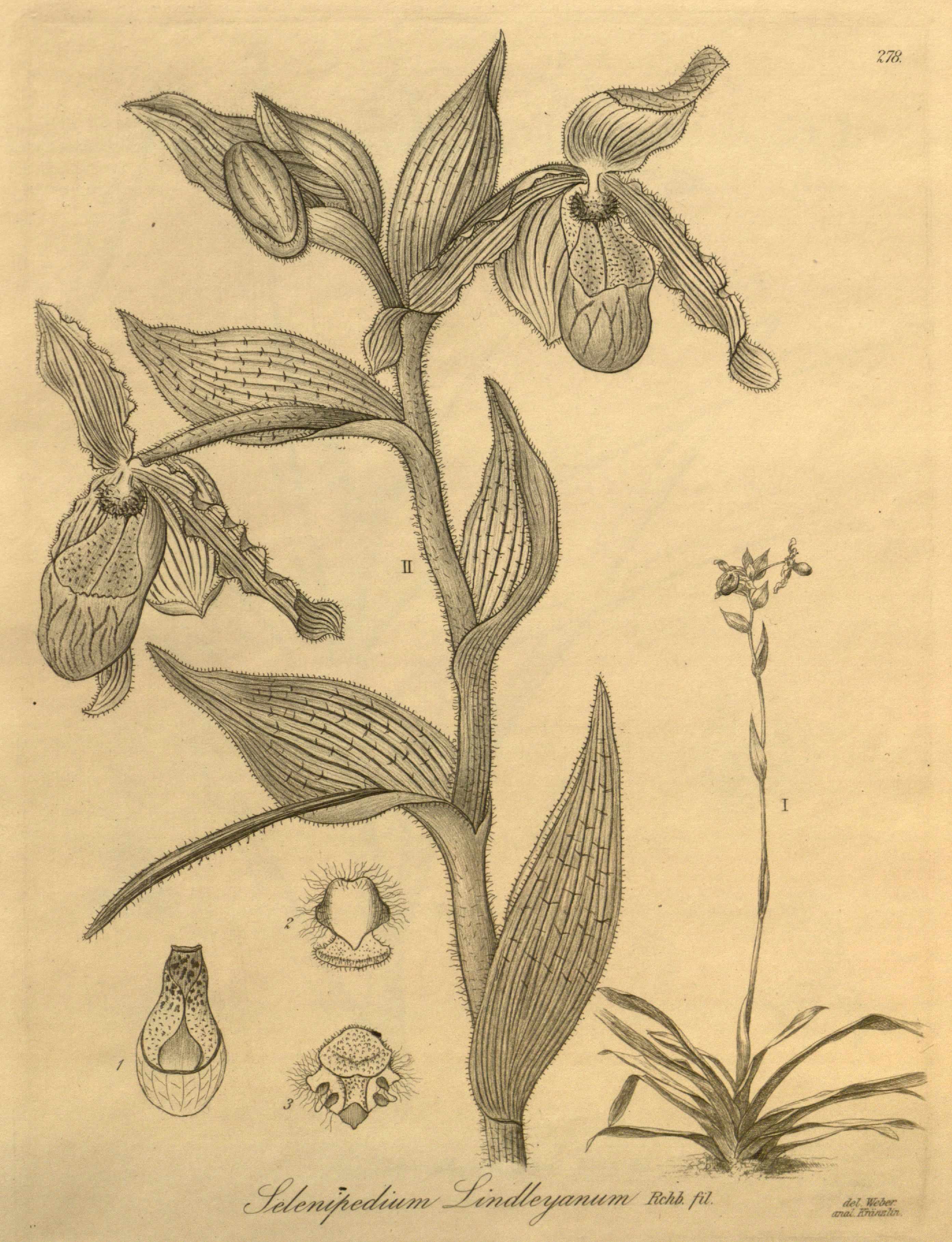
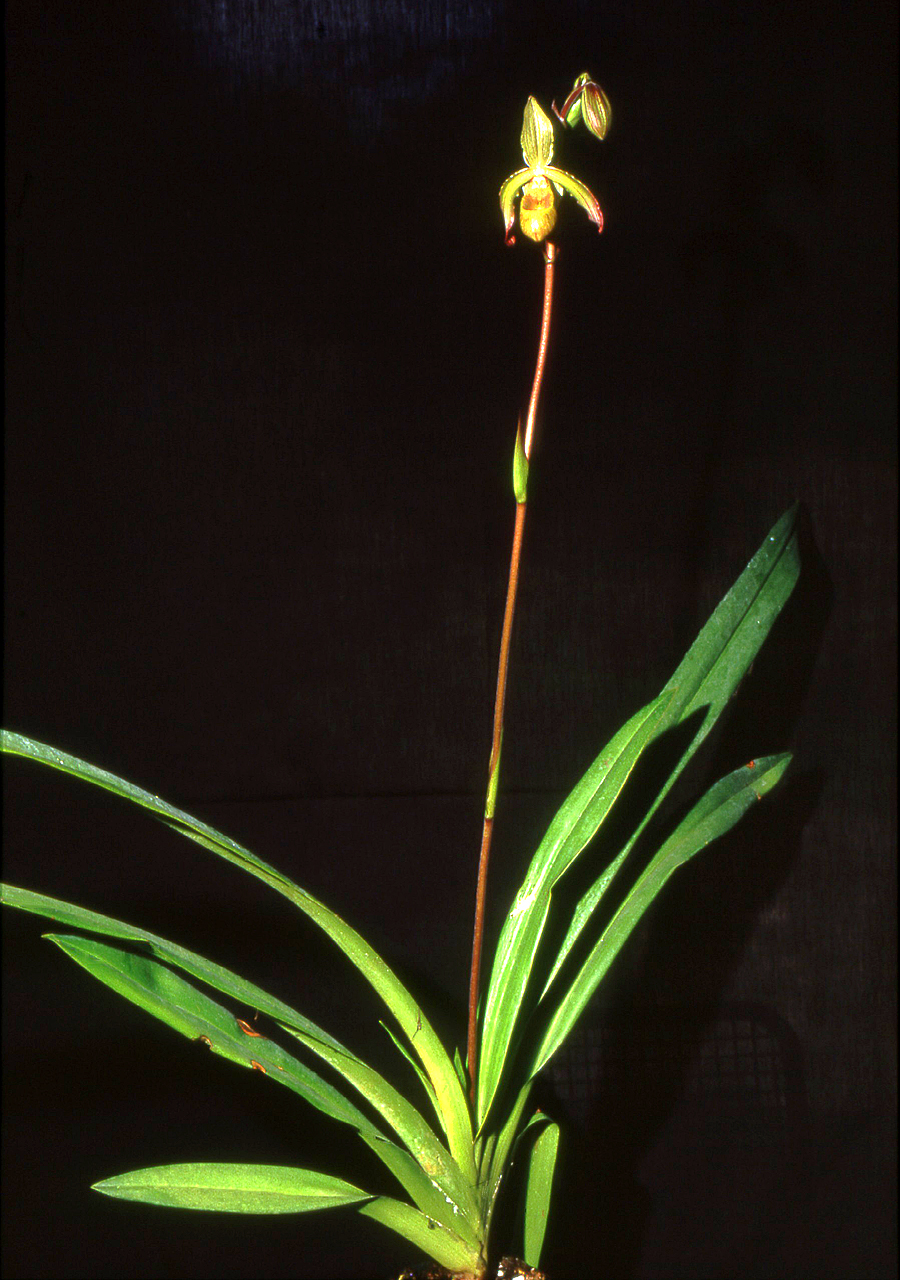
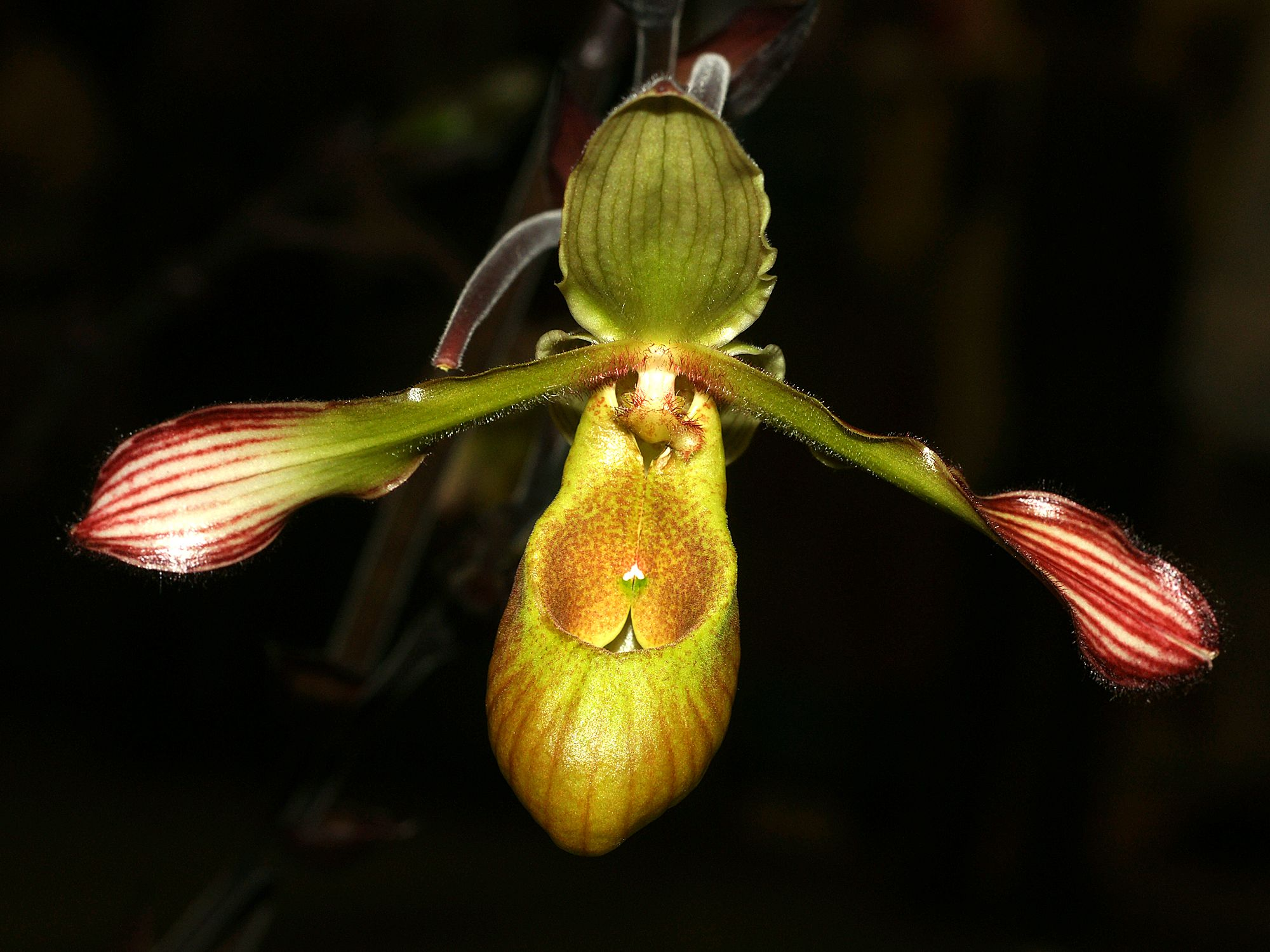
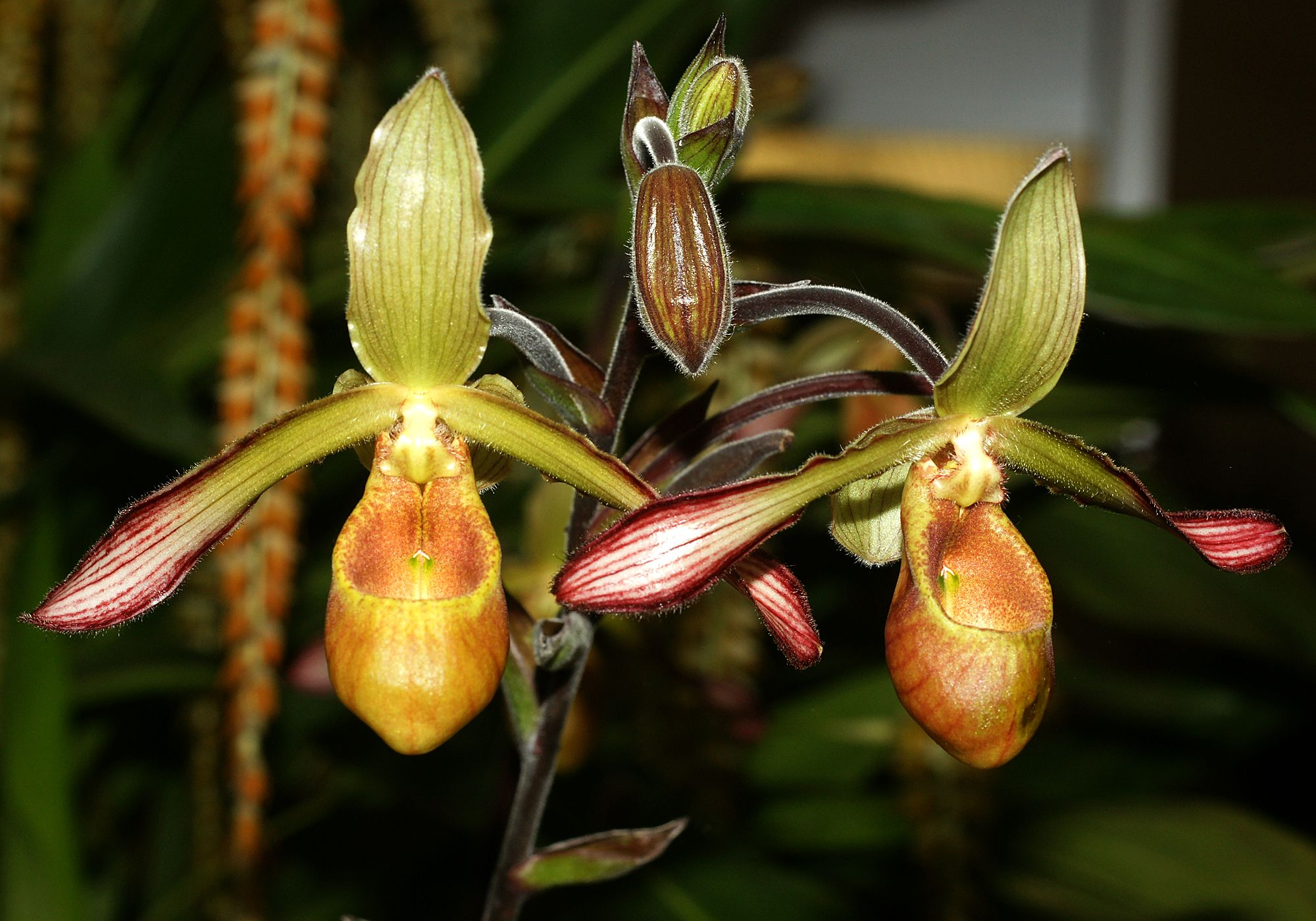